# Gert Fritz Unger
Gert Fritz Unger (* 23. März 1921 in Breslau; † 3. August 2005 in Weilburg an der Lahn) war ein deutscher Schriftsteller und Autor von Wildwestromanen.

## Leben
Unger ging auf eine Realschule, erlernte das Handwerk der Kunstschlosserei und besuchte dann eine Maschinenbau- und Marineschule. 1938 wurde er deutscher Jugendmeister im Schwimmen, 1943 Marinemeister in 100 m Kraulen. Mit diesen guten physischen wie technischen Voraussetzungen und auf Grund der – nach eigener Aussage – verführerischen nationalsozialistischen Propaganda meldete Unger sich mit Ausbruch des Zweiten Weltkrieges freiwillig zum Kriegsdienst bei der deutschen U-Bootwaffe als Torpedomechaniker und geriet in britische Kriegsgefangenschaft.
Nach seiner Rückkehr nach Deutschland zog Unger ins Ruhrgebiet und arbeitete zunächst als Monteur und Handwerker in Gelsenkirchen; einer seiner ersten Aufträge war die Reparatur der defekten Uhr am Rathaus von Buer. Von 1946 bis 1950 verantwortete er bei der Firma Siemens als Bauleiter Großprojekte.
Im Jahr 1949 nahm Unger an einem vom Norddeutschen Rundfunk ausgerufenen Preisausschreiben teil und gewann mit seinem Beitrag für das Kriminalhörspiel Fortsetzung folgt den Ersten Preis, worauf er in seiner Freizeit das Schreiben von Romanen begann und sich später auf das Genre des Westerns konzentrierte. Zunächst verfasste Unger, ab 1950 freier Schriftsteller, jedoch – durch seine Zeit bei der Marine inspiriert – See-Abenteuer. Auf Nachfrage seines Verlegers brachte er seinen ersten Western zu Papier. Beim Uta-Verlag arbeitete Unger an den Romanserien Billy Jenkins, Tom Prox sowie Pete mit und schrieb seinen ersten eigenständigen Western. Ab 1951 war er hauptberuflich Schriftsteller. 1960 zog Unger vom Ruhrgebiet nach Weilburg in Hessen. Ab 1972 veröffentlichte der Bastei-Verlag seine Romane, unter anderem in der Reihe Western-Bestseller von G. F. Unger mit zahlreichen Titelbild-Motiven des spanischen Malers und Künstlers Vicente B. Ballestar, ab 1973 erhielt Unger vom Zauberkreis Verlag eine eigene Serie.
In der Hochphase seiner Aktivität verfasste Unger nahezu wöchentlich einen Roman, später sank diese Zahl auf sechs neue Romane im Jahr, die stets zunächst im Taschenbuch erschienen, bevor sie im Heftroman nachgedruckt wurden. Am 3. August 2005 starb Unger im Alter von 84 Jahren an einer kurzen, schweren Krankheit. 
Nach dem Tod Ungers erschienen im Bastei-Verlag neben den Neuauflagen zweier Serien in Heft- sowie einer Serie im Taschenbuchformat zehn Taschenbücher mit dem Aufdruck „Neuer Roman“, wobei keiner dieser Romane einen Hinweis auf das Ableben des Autors trug. Durchgängig handelte es sich um Manuskripte, die Unger noch vor seinem Tod fertiggestellt hatte.
Gert F. Unger war evangelisch, seit 1947 mit Adeline Unger, geborene Frimuth, verheiratet und hatte zwei Kinder (Klaus und Jürgen).

## Leistungen
Gert F. Ungers Publikationen finden sich in unterschiedlichen Verlagen, darunter Zauberkreis, Pabel, Indra und Kelter. Er schrieb zunächst überwiegend Leihbücher für die in den 1950er Jahren prosperierenden gewerblichen Leihbibliotheken, die später als Heftromane nachgedruckt wurden. Als später der Taschenbuchmarkt stark an Bedeutung gewann, gelang es Unger, dort Fuß zu fassen. Außer seinen frühen Beiträgen aus den 1950er Jahren zu den Serien Billy Jenkins und Tom Prox, zu denen er insgesamt rund 25 Hefte verfasst, wurde wohl nur einer seiner Romane (Skull-Ranch Band 1) originär als Heft veröffentlicht. Normalerweise – entgegen Ungers heutigem Image als Heftromanautor – erschienen seine 742 Western zunächst in Buchform, nämlich als Leihbuch oder Taschenbuch, lediglich die Nachdrucke erschienen als Romanhefte.
Neben seinem bürgerlichen Namen nutzte G. F. Unger als Romanschriftsteller für seine Veröffentlichungen diverse Pseudonyme wie G. F. Bucket oder A. F. Peters. Es ist aber ein weit verbreiteter Irrglaube, dass sich Unger hinter allen „G. F.“-Pseudonymen verbirgt. Zum Beispiel stehen G. F. Barner, G. F. Wego und G. F. Waco für Gerhard Friedrich Basner.
Durch die hohe Gesamtauflage seiner Werke wurde er der erfolgreichste deutschsprachige Western-Autor, zugleich war er der erste und ist neben Thomas Jeier und Alfred Wallon einer der wenigen Western-Autoren, dessen Werke als Übersetzungen in den USA publiziert wurden. Die zahlreichen Nach- und Neuauflagen der ca. 742 Western-Romane und anderem überschreiten mehr als 300 Millionen Exemplare.
Die Romane Ungers sind, wenn sie in der dritten Person erzählt sind, im Präsens geschrieben, während die in erster Person erzählten Romane im Präteritum gehalten sind. Seine Geschichten begleiten Cowboys als Protagonisten bei der Verteidigung und Aufrechterhaltung der Ehre. So ist ein Western nach Ungers Verständnis „der einsame Kampf eines einzelnen Mannes gegen ein Schicksal“.
Zu Ungers literarischen Vorbildern zählten laut eigenen Aussagen Mark Twain, Jack London und Louis L’Amour.

## Werke (Auswahl)
- Die  Tombstone-Legende.
- Die Chisholm-Legende.
- Union Pacific.
- Sycamore.
- Fort Phil Kearny.
- G. F. Unger-Taschenbuch. Über 300 Tabu-Bände.